# Yuanansuchus
Yuanansuchus laticeps
Genre
Espèce
Yuanansuchus est un genre fossile de mastodonsauroïdes temnospondyles. L'espèce type est Yuanansuchus laticeps et, en 2022, le genre est resté monotypique.

## Présentation
Des fossiles de cet animal préhistorique ont été trouvés dans la formation de Xinlingzhen dans le xian de Yuan'an, dans la province du Hubei, en Chine, et remontent au stade Anisien du Trias moyen. L'espèce type a été nommée Yuanansuchus laticeps en 2005 par les paléontologues chinois Jun Liu (d) et Yuan Wang (d).

## Publication originale
- (en) Jun Liu et Yuan Wang, « The first complete mastodonsauroid skull from the Triassic of China: Yuanansuchus laticeps gen. et sp. nov », Journal of Vertebrate Paleontology, SVP et Taylor & Francis, vol. 25, no 3,‎ 30 septembre 2005, p. 725-728 (ISSN 0272-4634 et 1937-2809, OCLC 238100068, DOI 10.1671/0272-4634(2005)025[0725:TFCMSF]2.0.CO;2, JSTOR 4524492, lire en ligne). ..